# Stazione di Acquanegra Cremonese
La stazione di Acquanegra Cremonese è una stazione ferroviaria posta lungo la linea Pavia-Cremona, a servizio dell'omonimo comune.
La gestione degli impianti è affidata a Rete Ferroviaria Italiana (RFI) controllata del Gruppo Ferrovie dello Stato.

## Strutture ed impianti

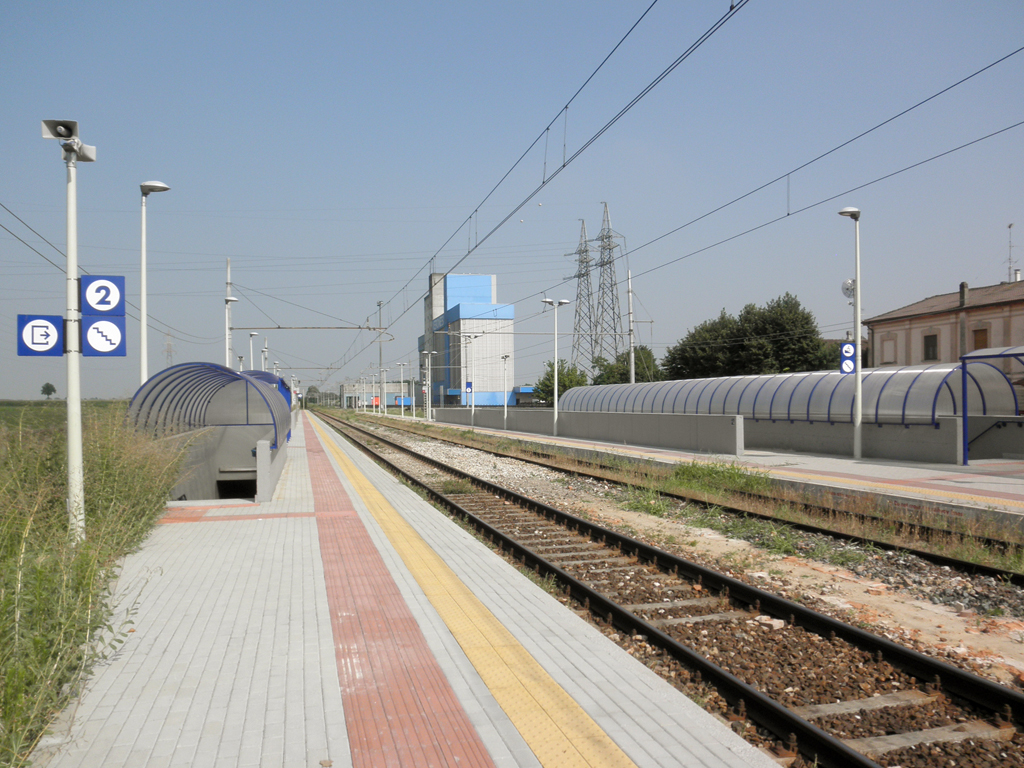
Il piazzale binari

La stazione è fornita di un fabbricato viaggiatori a 2 piani, costruito nel classico stile delle Strade Ferrate Meridionali, che costruirono la linea e la esercirono fino al 1868.
La pianta dei fabbricati è rettangolare.
La struttura si compone di tre corpi uno centrale e due corpi minori, posti ai lati, che si sviluppano in modo simmetrico; il corpo centrale si sviluppa su due livelli ma soltanto il piano terra è aperto al pubblico. L'edificio è in muratura ed è tinteggiato di giallo. Il fabbricato si compone di quattro finestre e una porta a centina al piano terra, il piano superiore invece presenta tre finestre, sempre a centina. sia per ciascun piano.
Tutte le finestre sono decorate da un cornicione e i due piani sono sparati da una cornice marcapiano; inoltre ai lati del corpo centrale è possibile individuare quattro lesene, una per ciascun lato. Questi elementi decorativi sono tinteggiati di bianco per risaltare maggiormente dalla struttura
La stazione dispone di uno scalo merci con annesso magazzino ancora attivo: oggi (2010) lo scalo è stato smantellato mentre il magazzino è stato convertito a deposito. L'architettura del magazzino è molto simile a quella delle altre stazioni ferroviarie italiane.
La stazione è collegata tramite un raccordo ferroviario ad un centro di stoccaggio e produzione di mangimi per animali; l'impianto è dotato di un dispositivo automatizzato ed informatizzato che trasferisce i materiali dai silo ai carri merci e viceversa.
Il piazzale è costituito da due binari. Esso ha subito profonde modificazioni nel corso del 2010 che hanno comunque lasciato l'altezza della banchina a 25 cm, ma hanno comportato il rinnovo della pavimentazione, l'installazione di percorsi per non vedenti, la costruzione di un sottopassaggio attrezzato al passaggio dei disabili (anche se con un piccolo dislivello) e la realizzazione di un nuovo impianto elettrico e sonoro.

## Servizi
La stazione offre i seguenti servizi:
- Sottopassaggio
- Sala di attesa
- Stazione accessibile ai disabili

## Movimento
Il servizio passeggeri è svolto in esclusiva da parte di Trenord.
I treni sono esclusivamente di tipo regionale.
In totale sono circa ventidue i treni che effettuano servizio in questa stazione e le loro principali destinazioni sono: Codogno e Cremona.